# LASK Ljubljana
LASK bio je slovenski nogometni klub iz Ljubljane, aktivan od 1920. do 1925. godine, kada se spojio sa Primorjem.

## O klubu
Osnovali su ga đaci ljubljanskih visokih škola.  Okupljao je uglavnom akademsko osoblje i studente sportaše koji su željeli svoje sportske aktivnosti provoditi na nešto kvalitetnijoj razini. LASK je prvi put ušao u sustave natjecanja Ljubljanskog nogometnog podsaveza 1920. godine i igrao je u sezoni 1921./22., u II. razred ljubljanske grupe. Prvu utakmicu klub je igrao protiv gradskog rivala SK Hermes i teško izgubio rezultatom 5:0. Akademci su svoje domaće utakmice igrali na igralištu Primorja i Sparte na Dunajskoj cesti. LASK nikada nije zaigrao u prvom razredu, najvišoj razini sustava natjecanja Ljubljanskog nogometnog podsaveza. Najbolji igrač u povijesti kluba bio središnji branič Janez Gaberščik.
Klub je igrao u drugom razredu Ljubljanskog nogometnog podsaveza do 1925. godine, kada se spojio sa SK Primorje u novi klub pod nazivom Akademski športni klub (ASK) Primorje. Razlog spajanja bili su stalni financijski problemi LASK-a, s kojima se klub borio od svog osnutka.

## Unutarnje poveznice
- Ljubljana

## Vanjske poveznice
- Zgodovina nogometa v Kraljevini SHS/Jugoslaviji in v času okupacije